# Campionati canadesi di sci alpino 2009
I Campionati canadesi di sci alpino 2009 si sono svolti a Le Massif e a Mont-Sainte-Anne dal 17 al 24 marzo. Il programma ha incluso gare di discesa libera, supergigante, slalom gigante, slalom speciale e supercombinata, tutte sia maschili sia femminili.
Trattandosi di competizioni valide anche ai fini del punteggio FIS, vi hanno partecipato anche sciatori di altre federazioni, senza che questo consentisse loro di concorrere al titolo nazionale canadese. 

## Risultati

### Uomini

#### Discesa libera
| Pos. | Atleta             | Nazione     | Tempo   |
| ---- | ------------------ | ----------- | ------- |
| 1    | Jeffrey Frisch     | Canada      | 1:25,36 |
| 2    | Kelby Halbert      | Canada      | 1:25,62 |
| 3    | Louis-Pierre Hélie | Canada      | 1:25,79 |
| 4    | Dustin Cook        | Canada      | 1:25,84 |
| 5    | Tyler Nella        | Canada      | 1:26,43 |
| 6    | Benjamin Thomsen   | Canada      | 1:26,46 |
| 7    | Cam Brewington     | Canada      | 1:26,58 |
| 8    | John Kemp          | Stati Uniti | 1:26,70 |
| 9    | Michael Mackie     | Canada      | 1:26,87 |
| 10   | Conrad Pridy       | Canada      | 1:26,99 |

Data: 19 marzo

Località: Le Massif

#### Supergigante
| Pos. | Atleta             | Nazione | Tempo   |
| ---- | ------------------ | ------- | ------- |
| 1    | Robbie Dixon       | Canada  | 1:12,89 |
| 2    | Erik Guay          | Canada  | 1:13,42 |
| 3    | Jeffrey Frisch     | Canada  | 1:13,61 |
| 3    | Louis-Pierre Hélie | Canada  | 1:13,61 |
| 5    | Cam Brewington     | Canada  | 1:13,83 |
| 6    | Tyler Nella        | Canada  | 1:14,05 |
| 7    | Dustin Cook        | Canada  | 1:14,16 |
| 8    | Conrad Pridy       | Canada  | 1:14,43 |
| 9    | Julien Cousineau   | Canada  | 1:14,73 |
| 10   | Paul Stutz         | Canada  | 1:14,85 |

Data: 21 marzo

Località: Le Massif

#### Slalom gigante
| Pos. | Atleta            | Nazione     | Tempo   |
| ---- | ----------------- | ----------- | ------- |
| 1    | John Kucera       | Canada      | 2:08,63 |
| 2    | Jean-Philippe Roy | Canada      | 2:09,09 |
| 3    | Warner Nickerson  | Stati Uniti | 2:10,32 |
| 4    | Tyler Nella       | Canada      | 2:10,35 |
| 5    | Jeffrey Frisch    | Canada      | 2:10,40 |
| 5    | Michael Janyk     | Canada      | 2:10,40 |
| 7    | David Donaldson   | Canada      | 2:10,57 |
| 8    | Dustin Cook       | Canada      | 2:10,66 |
| 9    | Scott Barrett     | Canada      | 2:10,97 |
| 10   | Dane Spencer      | Stati Uniti | 2:11,46 |

Data: 23 marzo

Località: Mont-Sainte-Anne

#### Slalom speciale
| Pos. | Atleta                | Nazione | Tempo   |
| ---- | --------------------- | ------- | ------- |
| 1    | Michael Janyk         | Canada  | 1:52,68 |
| 2    | Trevor White          | Canada  | 1:52,81 |
| 3    | Patrick Biggs         | Canada  | 1:53,65 |
| 4    | Ryan Semple           | Canada  | 1:54,05 |
| 5    | Brad Spence           | Canada  | 1:54,24 |
| 6    | Scott Barrett         | Canada  | 1:55,02 |
| 7    | Louis-Pierre Hélie    | Canada  | 1:56,54 |
| 8    | Mathieu Routhier      | Canada  | 1:57,27 |
| 9    | Vincent Lebrun-Fortin | Canada  | 1:57,82 |
| 10   | Kelby Halbert         | Canada  | 1:58,89 |

Data: 22 marzo

Località: Mont-Sainte-Anne

#### Supercombinata
| Pos. | Atleta             | Nazione | Tempo   |
| ---- | ------------------ | ------- | ------- |
| 1    | Paul Stutz         | Canada  | 1:55,11 |
| 2    | Robbie Dixon       | Canada  | 1:55,12 |
| 3    | Julien Cousineau   | Canada  | 1:55,47 |
| 4    | Michael Janyk      | Canada  | 1:55,71 |
| 5    | Jeffrey Frisch     | Canada  | 1:55,83 |
| 6    | Tyler Nella        | Canada  | 1:56,11 |
| 7    | Louis-Pierre Hélie | Canada  | 1:56,32 |
| 8    | Dustin Cook        | Canada  | 1:57,08 |
| 9    | Sasha Zaitsoff     | Canada  | 1:58,17 |
| 10   | Andy Trow          | Canada  | 1:58,20 |

Data: 21 marzo

Località: Le Massif

### Donne

#### Discesa libera
| Pos. | Atleta                | Nazione  | Tempo   |
| ---- | --------------------- | -------- | ------- |
| 1    | Shona Rubens          | Canada   | 1:29,58 |
| 2    | Émilie Desforges      | Canada   | 1:30,30 |
| 3    | Victoria Stevens      | Canada   | 1:31,33 |
| 4    | Ashley-Kate Durham    | Canada   | 1:32,23 |
| 5    | Maëlle Bergeron       | Canada   | 1:32,75 |
| 6    | Anya Holinski         | Canada   | 1:32,98 |
| 7    | Calindy Ramsden       | Canada   | 1:33,93 |
| 8    | Shannon Campbell      | Canada   | 1:34,02 |
| 9    | Sarah Dielenschneider | Germania | 1:34,22 |
| 10   | Emma Carroll          | Canada   | 1:34,63 |

Data: 20 marzo

Località: Le Massif

#### Supergigante
| Pos. | Atleta                 | Nazione | Tempo   |
| ---- | ---------------------- | ------- | ------- |
| 1    | Britt Janyk            | Canada  | 1:11,56 |
| 2    | Larisa Yurkiw          | Canada  | 1:12,84 |
| 3    | Marie-Pier Préfontaine | Canada  | 1:13,19 |
| 4    | Shona Rubens           | Canada  | 1:13,24 |
| 5    | Victoria Stevens       | Canada  | 1:13,52 |
| 6    | Émilie Desforges       | Canada  | 1:13,67 |
| 7    | Marie-Michèle Gagnon   | Canada  | 1:13,97 |
| 8    | Bronwyn Oatley         | Canada  | 1:14,17 |
| 9    | Ashley-Kate Durham     | Canada  | 1:14,37 |
| 10   | Maude Longtin          | Canada  | 1:14,47 |

Data: 22 marzo

Località: Le Massif

#### Slalom gigante
| Pos. | Atleta                 | Nazione     | Tempo   |
| ---- | ---------------------- | ----------- | ------- |
| 1    | Geneviève Simard       | Canada      | 2:22,15 |
| 2    | Shona Rubens           | Canada      | 2:23,11 |
| 3    | Marie-Pier Préfontaine | Canada      | 2:23,29 |
| 4    | Larisa Yurkiw          | Canada      | 2:24,46 |
| 5    | Megan Ryley            | Canada      | 2:25,12 |
| 6    | Émilie Desforges       | Canada      | 2:25,25 |
| 7    | Lyndee Janowiak        | Stati Uniti | 2:25,74 |
| 8    | Brittany Phelan        | Canada      | 2:25,90 |
| 9    | Ève Routhier           | Canada      | 2:26,00 |
| 10   | Erin Mielzynski        | Canada      | 2:26,21 |

Data: 24 marzo

Località: Mont-Sainte-Anne

#### Slalom speciale
| Pos. | Atleta               | Nazione     | Tempo   |
| ---- | -------------------- | ----------- | ------- |
| 1    | Shona Rubens         | Canada      | 1:37,87 |
| 2    | Marie-Michèle Gagnon | Canada      | 1:37,91 |
| 3    | Brigitte Acton       | Canada      | 1:38,65 |
| 4    | Erin Mielzynski      | Canada      | 1:39,47 |
| 5    | Hiromi Yumoto        | Giappone    | 1:39,76 |
| 6    | Megan Ryley          | Canada      | 1:40,15 |
| 7    | Lyndee Janowiak      | Stati Uniti | 1:40,83 |
| 8    | Kate Ryley           | Canada      | 1:40,92 |
| 9    | Ashley-Kate Durham   | Canada      | 1:41,32 |
| 10   | Lindsay Cone         | Stati Uniti | 1:41,59 |

Data: 21 marzo

Località: Mont-Sainte-Anne

#### Supercombinata
| Pos. | Atleta               | Nazione     | Tempo   |
| ---- | -------------------- | ----------- | ------- |
| 1    | Marie-Michèle Gagnon | Canada      | 1:55,29 |
| 2    | Larisa Yurkiw        | Canada      | 1:55,80 |
| 3    | Émilie Desforges     | Canada      | 1:56,44 |
| 4    | Ashley-Kate Durham   | Canada      | 1:57,02 |
| 5    | Victoria Stevens     | Canada      | 1:57,10 |
| 6    | Lindsay Cone         | Stati Uniti | 1:57,34 |
| 7    | Brittany Phelan      | Canada      | 1:57,37 |
| 8    | Maude Longtin        | Canada      | 1:57,42 |
| 9    | Bronwyn Oatley       | Canada      | 1:57,73 |
| 10   | Kate Ryley           | Canada      | 1:58,97 |

Data: 21 marzo

Località: Le Massif